# Магніт (мережа магазинів)
Магніт — російська компанія роздрібної торгівлі та однойменна мережа продовольчих магазинів (велика частина з них мають формат «магазин біля дому»).
Станом на 2016 мережа налічувала 9929 крамниць у форматі «магазин біля дому», 306 гіпермаркетів формату «сімейний гіпермаркет» і 2639 магазинів косметики, розташованих в 2385 населених пунктах Росії.
У середині 2012 «Магніт» увійшов до п'ятірки найбільших за капіталізацією рітейлерів світу. Головна компанія мережі — Акціонерне Товариство «Тандер». Штаб-квартира — в місті Краснодарі.